# Мухоловка західна
Мухоло́вка західна (Muscicapa epulata) — вид горобцеподібних птахів родини мухоловкових (Muscicapidae). Мешкає в Західній і Центральній Африці.

## Поширення і екологія
Західні мухоловки мешкають в Сьєрра-Леоне, Гвінеї, Ліберії, Кот-д'Івуарі, Гані, Того, Нігерії, Камеруні, Екваторіальній Гвінеї, Габоні, Республіці Конго, Демократичній Республіці Конго і Центральноафриканській Республіці. Вони живуть у вологих рівнинихї тропічних лісах, на узліссях і галявинах, на плантаціях і полях.